# Pozzuoli
Pozzuoli (AFI: [/pottsu'ɔli/]) é uma comuna italiana da região da Campania, província de Nápoles, com cerca de 78758 (cens. 2001) habitantes. Estende-se por uma área de 43 km², tendo uma densidade populacional de 1832 hab/km². Faz fronteira com Bacoli, Giugliano in Campania, Nápoles, Quarto.
Era conhecida como Putéolos (em latim: Puteoli) durante o período romano.

## Demografia
| Variação demográfica do município entre 1861 e 2011                               |
|                                                                                   |
| Fonte: Istituto Nazionale di Statistica (ISTAT) - Elaboração gráfica da Wikipedia |